# Coquillettidia arribalzagae
Coquillettidia arribalzagae är en tvåvingeart som först beskrevs av Theobald 1903.  Coquillettidia arribalzagae ingår i släktet Coquillettidia och familjen stickmyggor. Inga underarter finns listade i Catalogue of Life.